# Юнь Шоупін
Юнь Шоупін (惲壽平, 1633 — 1690) — китайський художник часів династії Цін.

## Життєпис
Народився у 1633 році в окрузі Вуцзін провінції Цзянсу. Син Юнь Дая, місцевого чиновника. З дитинства линув до навчання. Багато подоружував країною Згодом став учнем Ван Ши-міна. Почавши своє життя в мистецтві зі служби в Академії живопису, Юнь Шоупін у 1683 році подав у відставку і повернувся в рідні місця незалежним художником, що поповнив ряди опозиціонерів академічної школи. Помер у 1690 році.

## Творчість
Увійшов в історію китайського мистецтва як один з найкращих майстрів жанру «квіти і птахи» — хуа-няо (华 鸟, «живопис квітів і птахів». Зображуючи відповідно до традиції цього жанру бамбук, квітучу сливу, лотоси і півонії, Юнь Шоупін прагнув до їх нових інтерпретацій. Головним його творчим досягненням вважається розробка в поліхромній техніці «безкісткового методу» (можу-хуа) зображення рослин за допомогою щільних колірних размивок, раніше застосовуваного майстрами хуа-няо (Сюй Сі і Чень Чунєм) тільки в монохромному варіанті. Освоєна Юнь Шоупином манера письма дозволяла йому створювати композиції, що відрізняються м'якістю, феєрично колірної гами і рідкісною виразністю, подібно серії альбомних аркушів «Хуа хуейце» («Квіти і трави», 30х22 см, шовк, туш, фарби. Шанхайський художній музей).